# ジェイク・ニュートン
ジェイク・アレクサンダー・ニュートン（Jake Alexander Newton, 1984年6月9日 - ）は、イングランド・ハマースミス出身の元ガイアナ代表サッカー選手。兄のハワード・ニュートンも同じくガイアナ代表サッカー選手。

## 来歴
ハンプトン&リッジモンド・ボロのユースチームで5年間過ごした後、ステインズ・タウンでキャリアをスタートさせる。2005年にはバーシュリーと契約するが、シーズン終了後ステインズに戻った。2009年から2014年まではハヴァント&ウォータールーヴィルに所属した。
ガイアナ代表では、2008年2月22日にキューバとの親善試合で代表デビューする。2010年から主力としてカリビアンカップ、2014ワールドカップ北中米カリブ海予選に出場した。